# ヴィチェンツァ大学
ヴィチェンツァ大学 (伊: Università di Vicenza、英: University of Vicenza) はイタリアのヴェネト州のコムーネであるヴィチェンツァにある大学。大学の創立は13世紀にヴィチェンツァに設立されたストゥディウム・ゲネラーレ（中世大学）まで遡ることができるが、現在では、パドヴァ大学の一部 (主に工学、医学) が1990年に、1999年にはヴェローナ大学 (en) から経済学などの学部がヴィチェンツァに置かれ、それらを総称して「ヴィチェンツァの大学」という意味でヴィチェンツァ大学と呼ばれる（そのパドヴァ大学も、パドヴァにある大学という意味で呼ばれている）。したがって現在のヴィチェンツァ大学は、中世以来の長い歴史と伝統を持つ権威のある大学というよりは、近代的で一般的なイタリアの一大学（もしくは学部群）である。